# Киляковка
Киляковка — посёлок в Среднеахтубинском районе Волгоградской области. Входит в состав Ахтубинского сельского поселения.

## История
По версии историка В. З. Церенова в его статье посвящённому анализу происхождения названия и географического местонахождения урочища Манутохай, в котором в XVII–XVIII вв. располагалась ставка калмыцких ханов.
Название передает географическую характеристику местности и, вероятно, означает «место, где находится излучина, поросшая зарослями». Урочище занимало территорию от верховьев Ахтубы до береговых обрывов Волги у села Черный Яр. Название Манутохай первоначально, видимо, относилось к окрестностям песчаного брода у нынешнего села Киляковка, где Ахтуба совершает крутой, почти кольцеобразный поворот.
Именно в урочище Манутохай в 1714 году, Аюка-хан принял цинское посольство во главе с Агадаем и чиновником Тулишэнем.

## География
Расположен на полуострове на левом берегу в излучине Ахтубы у южной окраины Волжского, в 19 км к востоку от Центрального района Волгограда и в 12 км к юго-востоку от плотины Волжской ГЭС.
Имеется подъездная дорога к посёлку от Ленинского проспекта (г. Волжский), проходящего в 1,5 км к северу и являющегося частью автодороги Волгоград — Ахтубинск. (Вблизи посёлка по мосту через Ахтубу проходит автодорога от Ленинского проспекта к мосту через Волгу у Центрального района Волгограда, однако она не связана с дорожной сетью посёлка).
Через Волжский проходит ж.-д. линия Волгоград — Верхний Баскунчак, ближайшая станция Трубная находится в 6 км к северу от посёлка.

### Улицы
- Бригадная
- Веселая
- Дружбы
- Заводская
- Заречная
- Зеленая
- Комсомольская
- Лесная
- Мира
- Молодежная
- Набережная
- Нагорная
- Новоселов
- Овражная
- Октябрьская
- Полевая
- Пригорная
- Приканальная
- Приозерная
- Речная
- Садовая
- Тепличная
- Тракторозаводская
- Тракторозаводская 4-я
- Тупиковая
- Турбаза ВГТЗ
- Центральная
- Школьная
- Юная
- пер. Весенний
- пер. Волжский
- пер. Звездный
- пер. Зеленый
- пер. Клубный
- пер. Лазоревый
- пер. Лазуревый
- пер. Луговой
- пер. Молодежный
- пер. Новостроевский
- пер. Придорожный
- пер. Сиреневый
- пер. Солнечный

## Население
| 2010 |
| ---- |
| 280  |